# Arawa (Papua Nova Guinea)
Arawa és la capital i la ciutat més gran de la Regió Autònoma de Bougainville a Papua Nova Guinea. Va ser molt destruïda durant la Guerra civil de Bougainville es va relocalitzar la capital a Buka, malgrat que hi ha plans de reconstruir-la. L'any 2000 tenia 36.443 habitants i era la tercera ciutat més gran del país.
Arawa era una plantació. Com a ciutat es va fundar l'any 1884. Durant la dècada de 1970 i 1980 es va desenvolupar comercialment.